# Macrocentrus angustatus
Macrocentrus angustatus är en stekelart som först beskrevs av Günther Enderlein 1920.  Macrocentrus angustatus ingår i släktet Macrocentrus och familjen bracksteklar. Inga underarter finns listade i Catalogue of Life.